# 威斯特摩兰圆环
威斯特摩兰圆环（Westmoreland Circle）是美国马里兰州和华盛顿哥伦比亚特区边界处的一个交通环岛，为西大道、Butterworth Place、马萨诸塞大道、Dalecarlia Parkway、韦塞里尔路（Wetherill Road）和Dalecarlia Drive的交汇处。圆环内的草地和树木由美国国家公园管理局管理。
只有两栋建筑直接位于威斯特摩兰圆环：
- 威斯特摩兰基督公理联合教堂位于圆环的北部边缘，地址为威斯特摩兰圆环1号。
- 波托马克电力公司的一个变电站，位于马萨诸塞大道和西大道之间，伪装成一所住宅。[1]

威斯特摩兰圆环还包含一组由美国花园俱乐部竖立的入口标记 （页面存档备份，存于），标示马里兰州与哥伦比亚特区的边界，以及美国汽车协会的标志，指导驾驶者前往建伍高尔夫乡村俱乐部 （页面存档备份，存于）。